# Begonia minuta
Espèce
Statut de conservation UICN

 CR B2ab(iii) : 
En danger critique
Begonia minuta est une espèce de plantes de la famille des Begoniaceae.
L'espèce fait partie de la section Loasibegonia.
Elle a été décrite en 1991 par Marc Simon Maria Sosef (1960-…).

## Répartition géographique
Cette espèce est originaire du pays suivant : Cameroun.